# Ipomoea velutina
Ipomoea velutina är en vindeväxtart som beskrevs av Robert Brown. Ipomoea velutina ingår i släktet praktvindor, och familjen vindeväxter. Inga underarter finns listade i Catalogue of Life.